# Horyu-ji
Hōryū-ji (法隆寺, lit "Templo da Lei Florescente") é um complexo de templos budistas localizado na cidade de Ikaruga, província de Nara, Japão. O seu nome completo é Hōryū Gakumonji (法隆学問寺), ou Templo da Lei Florescente. O complexo é usando tanto como seminário como mosteiro de aprendizagem budista e foi construído pelo príncipe Shōtoku sob o projeto de Kongo Gumi, cujo primeiro templo foi inaugurado no ano de 607.
O pagode é um templo amplamente reconhecido como uma das mais antigas construções de madeira existentes no mundo, ressaltando o lugar de Hōryū-ji como um dos templos mais famosos no Japão. Em 1993, Hōryū-ji foi eleito, juntamente com Hokki-ji como Património Mundial pela UNESCO sob o nome de monumentos budistas da região de Hōryū-ji. O governo japonês enumera várias de suas estruturas, esculturas e artefatos como Tesouros Nacionais do Japão.

## História
O templo foi originalmente encomendado pelo príncipe Shōtoku, num momento em que havia sido chamado de Ikaruga-dera (斑鳩寺), um nome que ainda é usado com alguma regularidade. Acredita-se que esta primeira construção foi edificada em 607. Hōryū-ji foi dedicado a Yakushi Nyorai, o Buda da cura e em memória do pai do príncipe Shōtoku. 
As escavações feitas em 1939, confirmaram que o palácio do príncipe, Ikaruga-no-Miya (斑鳩宮), ocupou a parte oriental do complexo do atual templo, onde Tō-in (東院) se situa atualmente. Outras descobertas foram realizadas sobre as ruínas de um complexo do templo que se encontrava a sudoeste do palácio do príncipe, as quais ocuparam parte da área da atual construção. Um novo templo foi construído sobre o original, usando partes que sobraram de sua construção, e foi finalizado em 711. Hoje apenas 20% da construção do templo possui madeiras originais da primeira construção. O templo original, denominado pelos historiadores e arqueólogos modernos Wakakusa-garan (若草伽藍), foi perdido, provavelmente queimado por completo após ser atingido por um raio em 670. 
O edifício foi reconstruído e ligeiramente reorientado na direção de noroeste, cuja nova formulação se acredita ter sido concluída por volta de 711. O templo foi reparado e remontado no início do século XII, em 1374 e 1603. Em 1950, os mantenedores do templo acabaram por de desintegrar da seita Hossō-shū (法相宗). Hoje em dia, o proprietários chamam o templo de Sede da Seita "Shōtoku".

### Controvérsia sobre a reconstrução
Após uma longa controvérsia inflamada pelo historiador de arquitectura Sekino em 1905, opinião geral formada desde 2006 é a de que o recinto atual se trata de uma reconstrução. As escavações de 1939, confirmaram a existência de um complexo arquitectónico ainda mais antigo, incluindo vestígios arquitectónicos de um Salão Principal (金堂, Kondō) e um pagode, foram aceites como prova conclusiva. O complexo original, Wakakusa-Garan, foi provavelmente queimado em 670, como registado no Nihon Shoki,  apesar do tema ser ainda questionado sobre se de facto houve um incêndio ou se houve outro motivo a destruição do original.

## Arquitetura

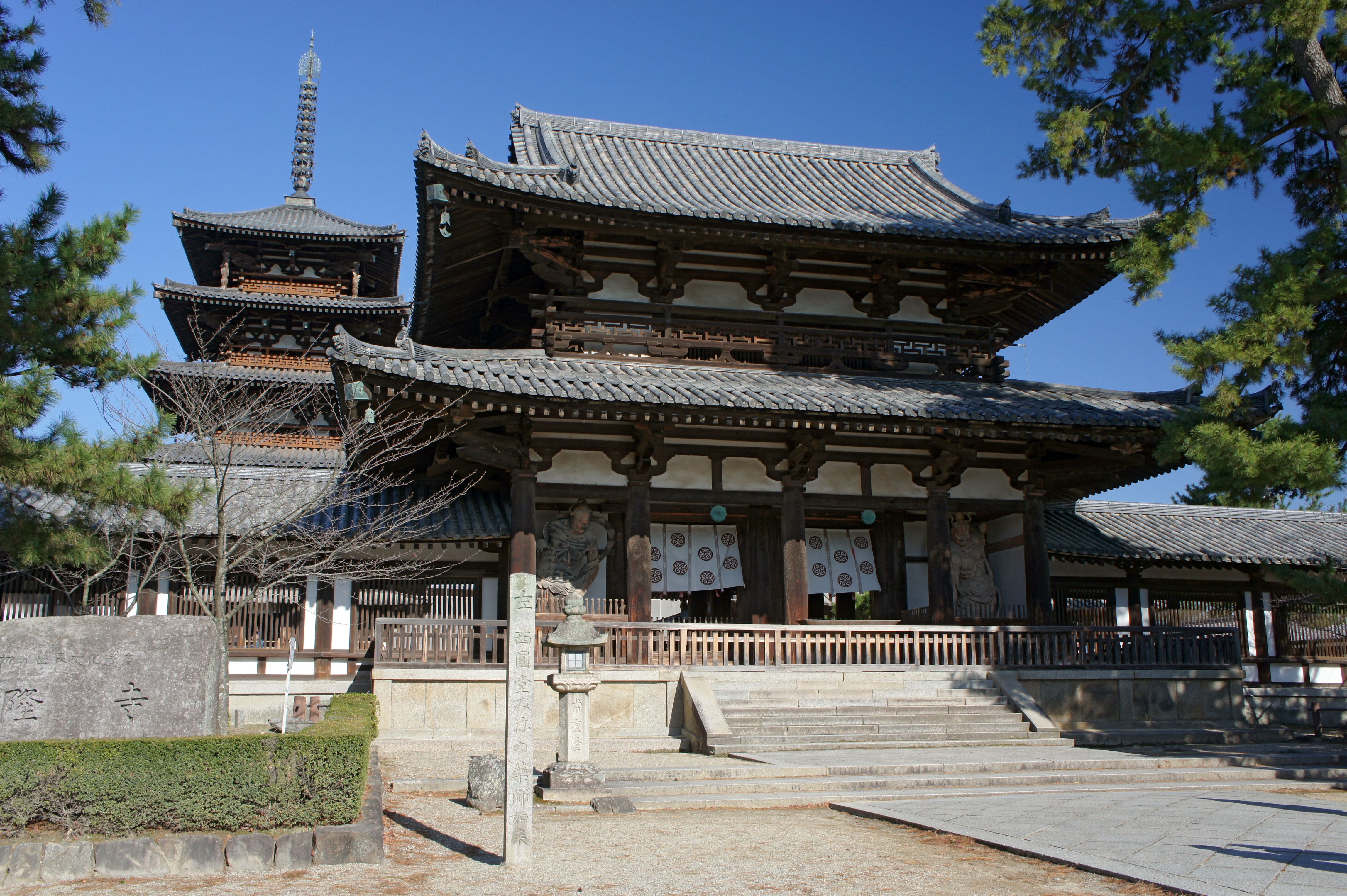
O Chūmon (Portal interno) com as suas colunas entasis.

### O actual complexo
O templo atual é composto por duas áreas, o Sai-in (西院), a oeste; e o Tō-in (東院), a leste. Na parte ocidental do templo encontra-se o Kondō (金堂, "Salão Dourado")  e o respetivo pagode do templo de cinco andares. A zona Tō-in detém o octogonal Salão Yumedono (夢殿, Salão dos Sonhos), que se situa 122 metros a leste da área Sai-na. O complexo também possui alojamento para monge, salas de aula, bibliotecas e refeitórios.

### Características
Os edifícios reconstruídos abraça as influências arquitectónicas que vão desde Han Oriental para Wei do Norte da China , bem como dos três reinos da Coréia , em particular os de Baekje. Com a sua origem remonta ao início do século VII, a reconstrução permitiu Hōryū-ji absorver e apresentar uma fusão única de elementos iniciais estilo do período Asuka, acrescentou com alguns dos mais distintos, só visto em Hōryū-ji, que não foram encontrados novamente na arquitetura do período seguinte Nara. Existem certas características que sugerem a delegacia atual de Hōryū-ji não é simplesmente representante do estilo puro período Asuka.
Um dos mais notáveis é o seu layout. Enquanto a maioria dos templos japoneses construídos durante o período Asuka foram arranjados como seu chinês e coreano protótipos do portão principal, um pagode, o salão principal e da sala de aula em uma linha reta reconstruídas as quebras de Hōryū-ji desses padrões, organizando o Kondō e pagoda lado-a-lado no pátio.
Outro exemplo encontrado através das escavações em Yamada-dera, um templo perdido originalmente datada de 643, é a diferença no estilo do corredor. Considerando Yamada-dera teve pólos horizontais mais grossas colocado muito mais densamente nas janelas, os de Hōryū-ji são mais finas e colocadas em intervalos maiores.

## Tesouros
Os tesouros do templo são considerados uma cápsula do tempo da arte budista do sexto e sétimo século. Grande parte dos afrescos, estátuas e outras peças de arte dentro do templo, bem como a arquitetura dos próprios edifícios, mostram a forte influência cultural da China, Coréia e Índia, e demonstrou a conexão internacional dos países do Leste da Ásia.
O Museu Nacional de Tóquio possui mais de 300 objetos que foram doados para a Casa Imperial por Hōryū-ji em 1878. Alguns desses itens estão em exposição pública, e todos estão disponíveis para estudo, como parte do acervo digital do museu.

## Atendendo às necessidades de pesquisa arquitetônica
O Nihon Shoki registra a chegada de um carpinteiro e um escultor budista em 577, juntamente com os monges, de Baekje para o Japão, que é um fato subjacente de importar a experiência continental através deste reino coreano com quem Japão apreciado estreitas relações, a fim de construir templos no local. Esses especialistas são registrados ter estacionado em Naniwa, ou Osaka atual, onde o Shitenno-ji foi construído.
Não há registro, por outro lado, quanto ao que exatamente eram as pessoas que se dedicam à construção de Hōryū-ji, embora o Nihon Shoki registra a existência de 46 templos em 624. O trabalho de suporte Hōryū-ji se assemelha ao do restante parcial de uma miniatura Baekje bronze dourado pagode. Uma vez que não existe arquitetura sobrevivente do mesmo período na Coréia, Hōryū-ji, sendo a única estrutura de madeira existente, ainda que parcialmente a partir de tal momento, é um ser vivo dica para estimar o que templos Baekje teria parecido. Em Samguk Sagi sobre os assuntos de Baekje, está registrado que o Yakushi foi criado por um artesão Baekje pelo príncipe Shotoku para auxiliar a recuperação de seu pai, que, como ele saiu, morreu antes da conclusão do complexo do templo.

## Galeria
- Commons
- Commons

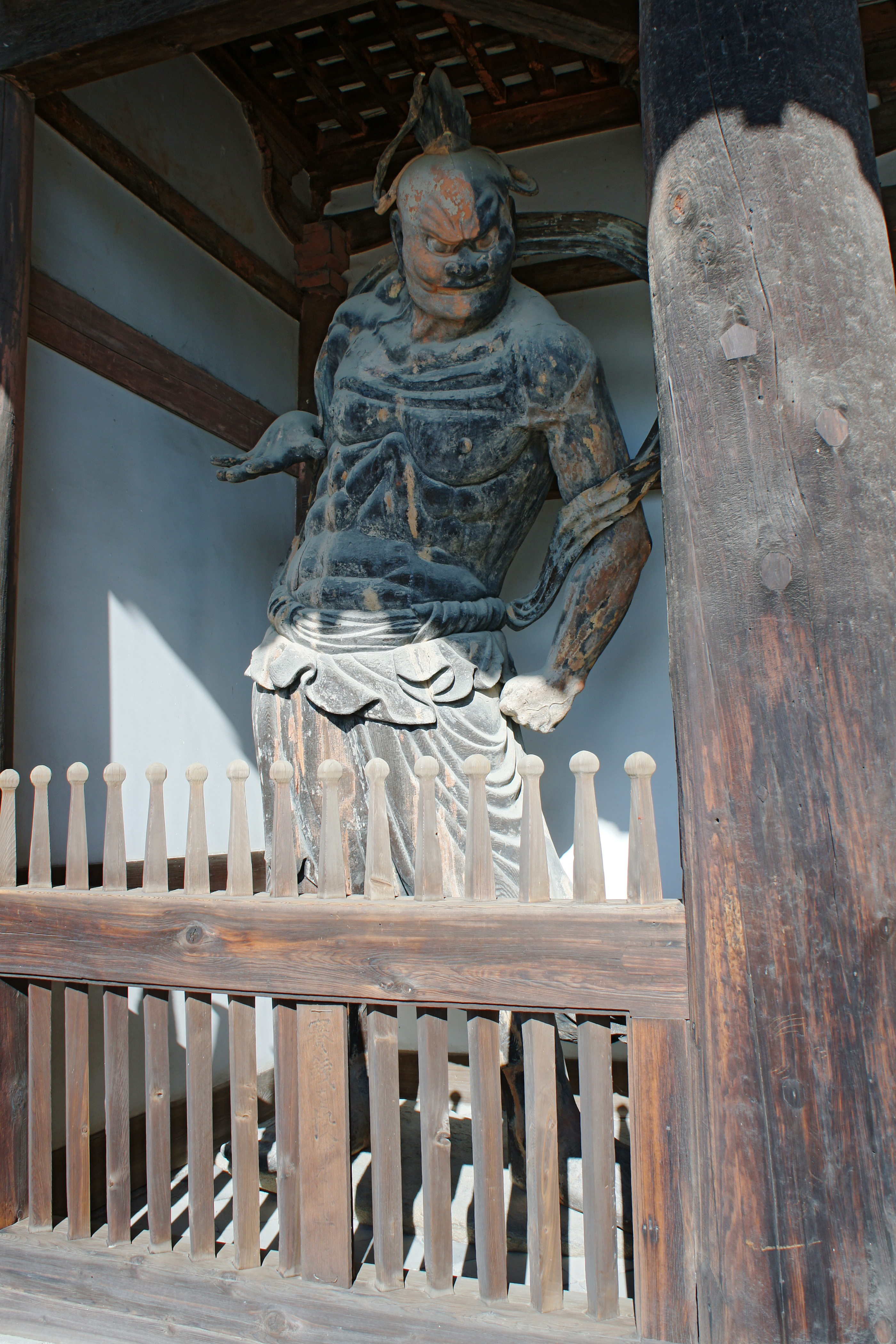
Estátua-guardiã em Horyu-ji
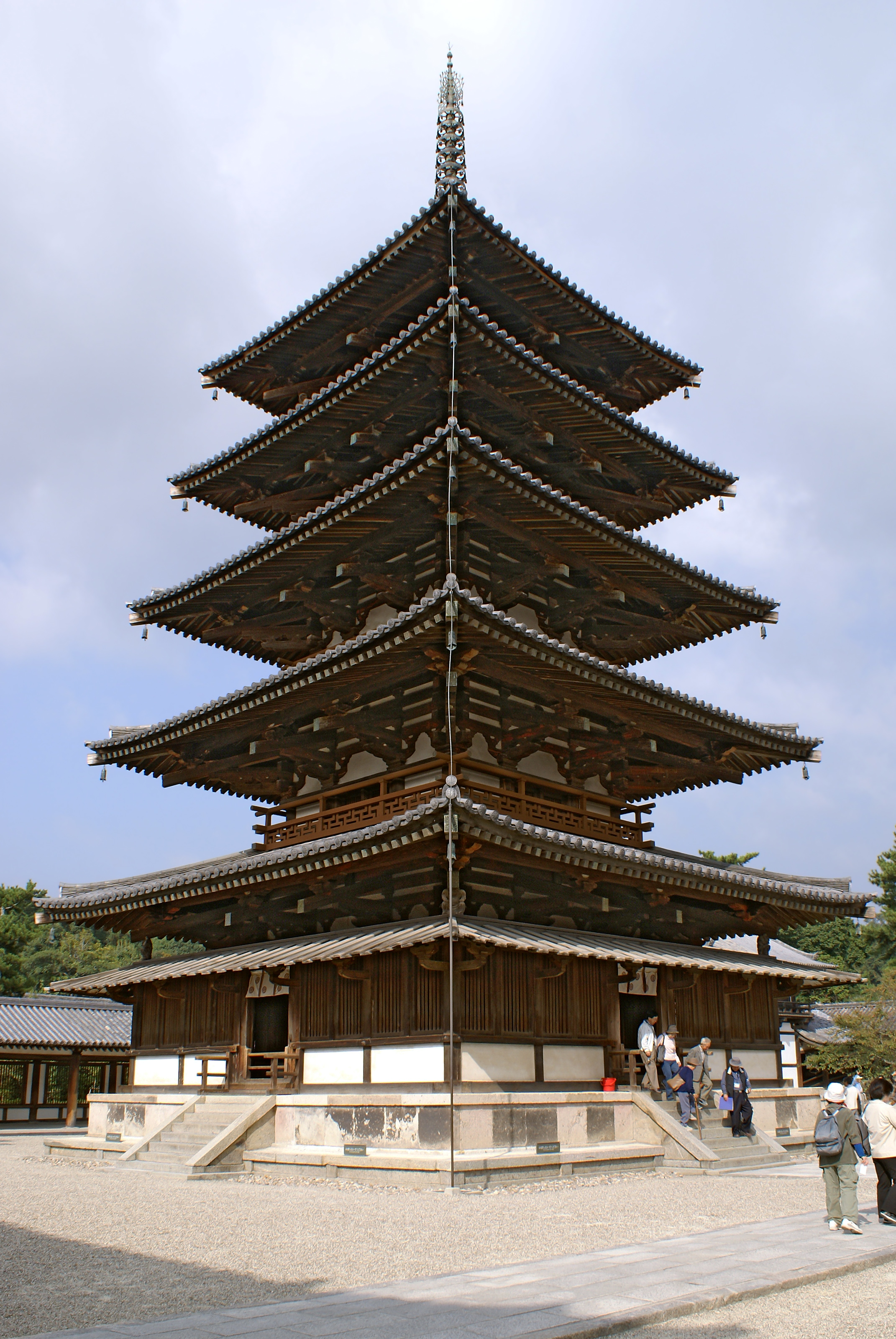
Outra vista do pagode
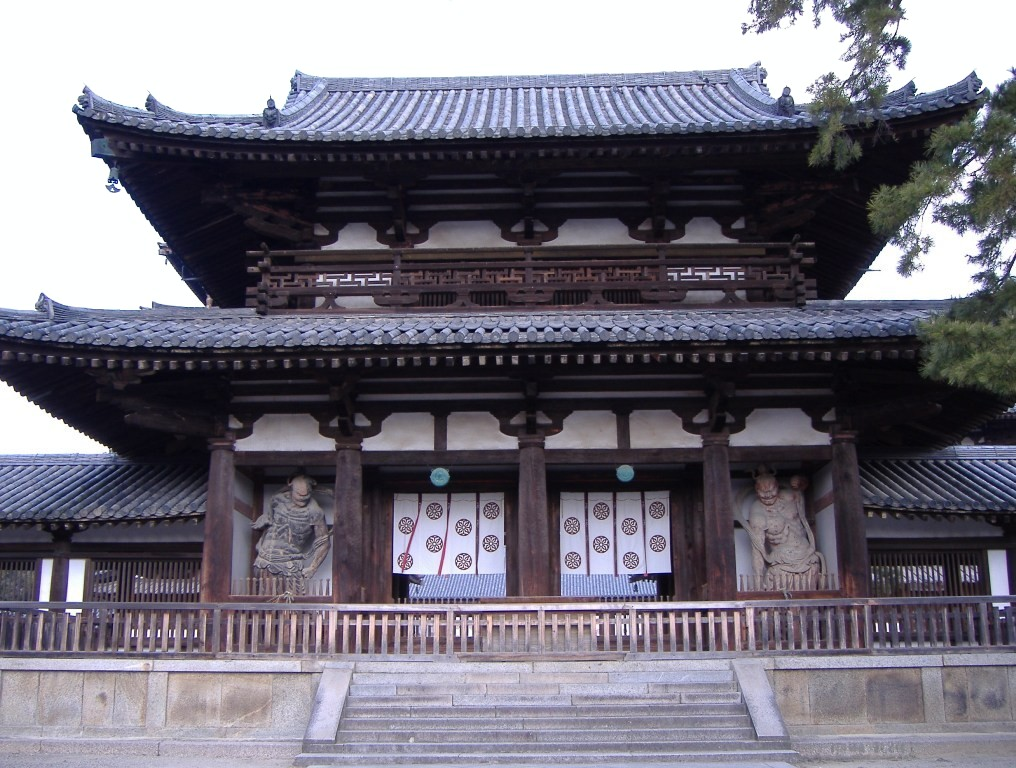
O Chūmon (Portão Interior)
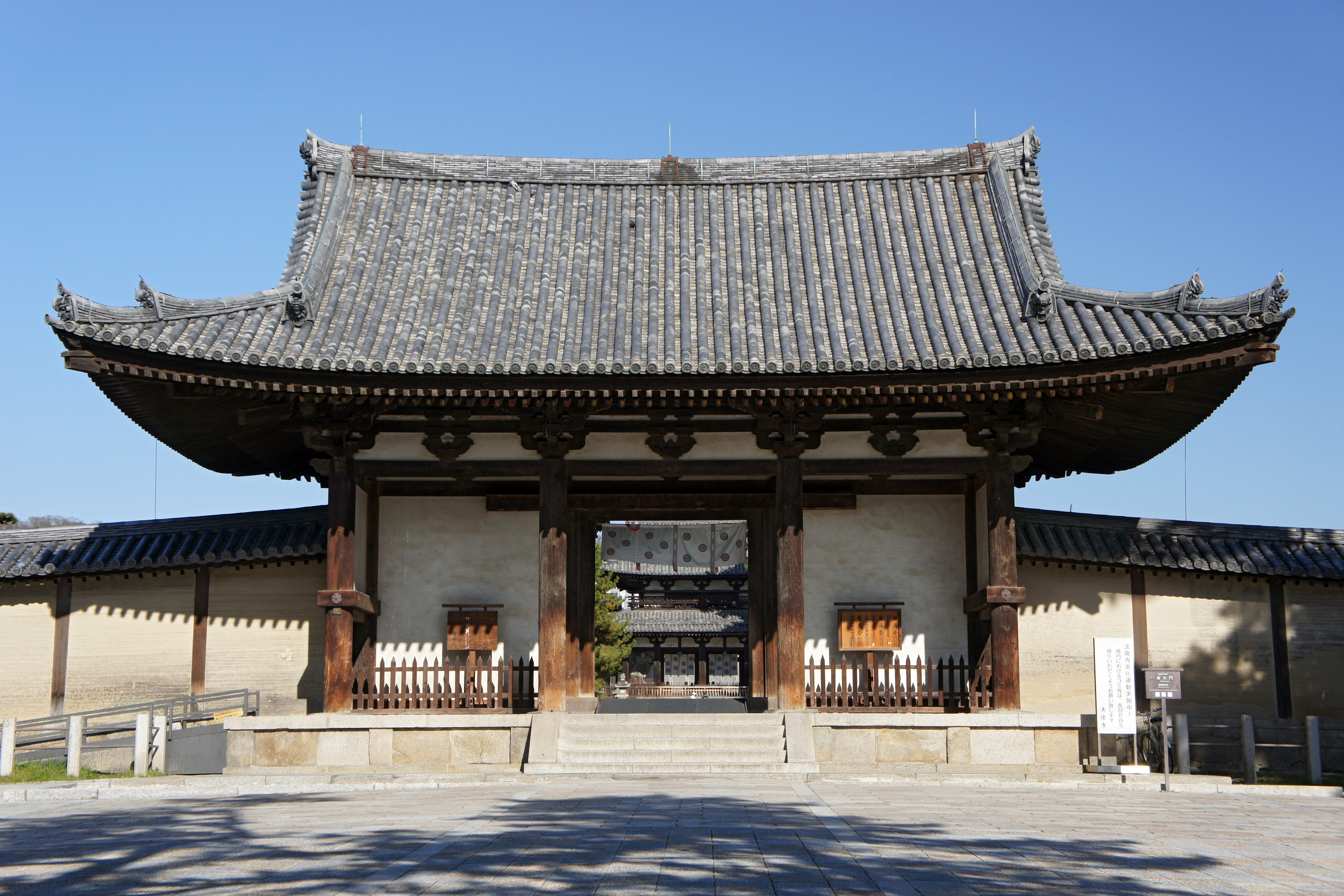
O Portão
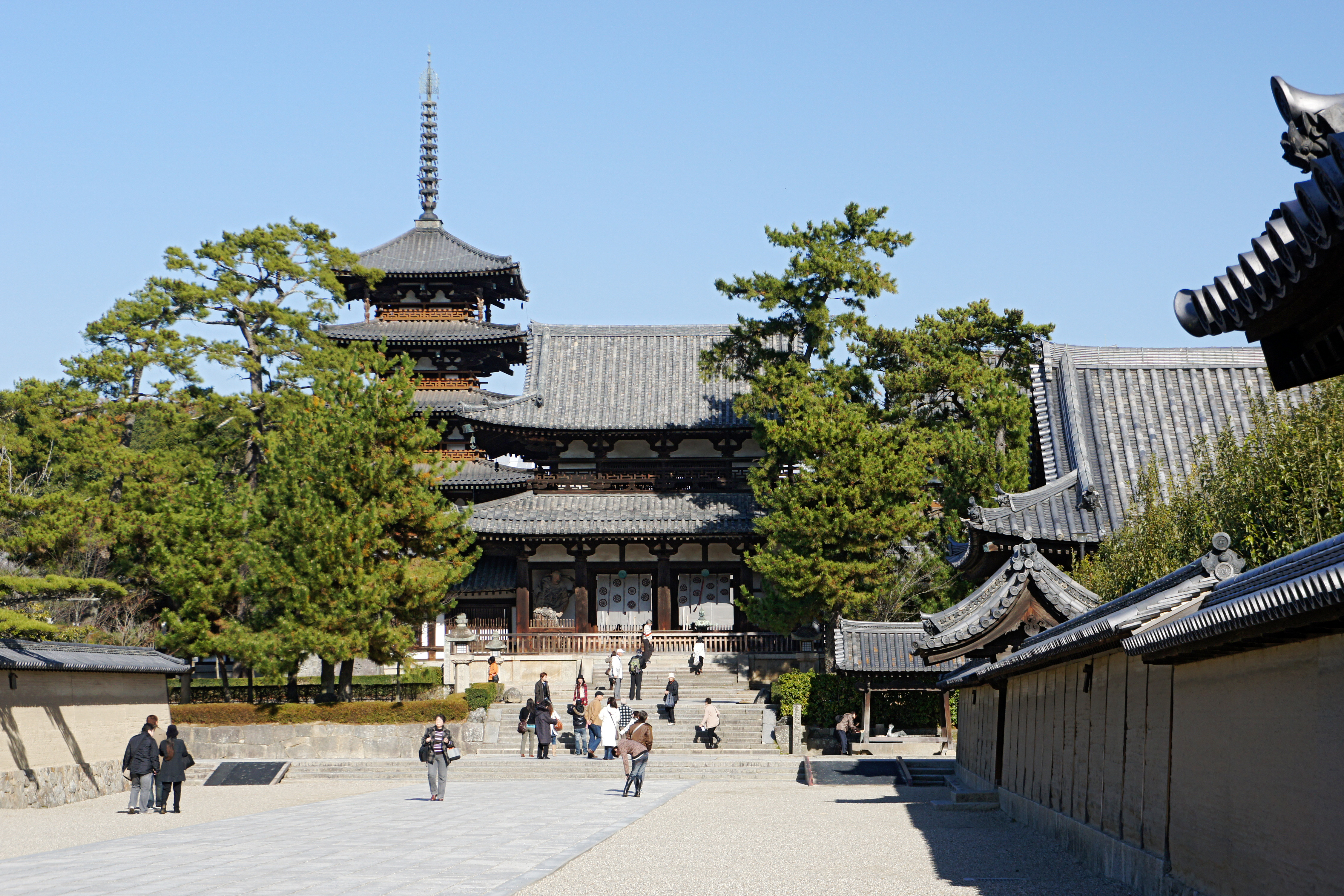
Vista Geral do complexo
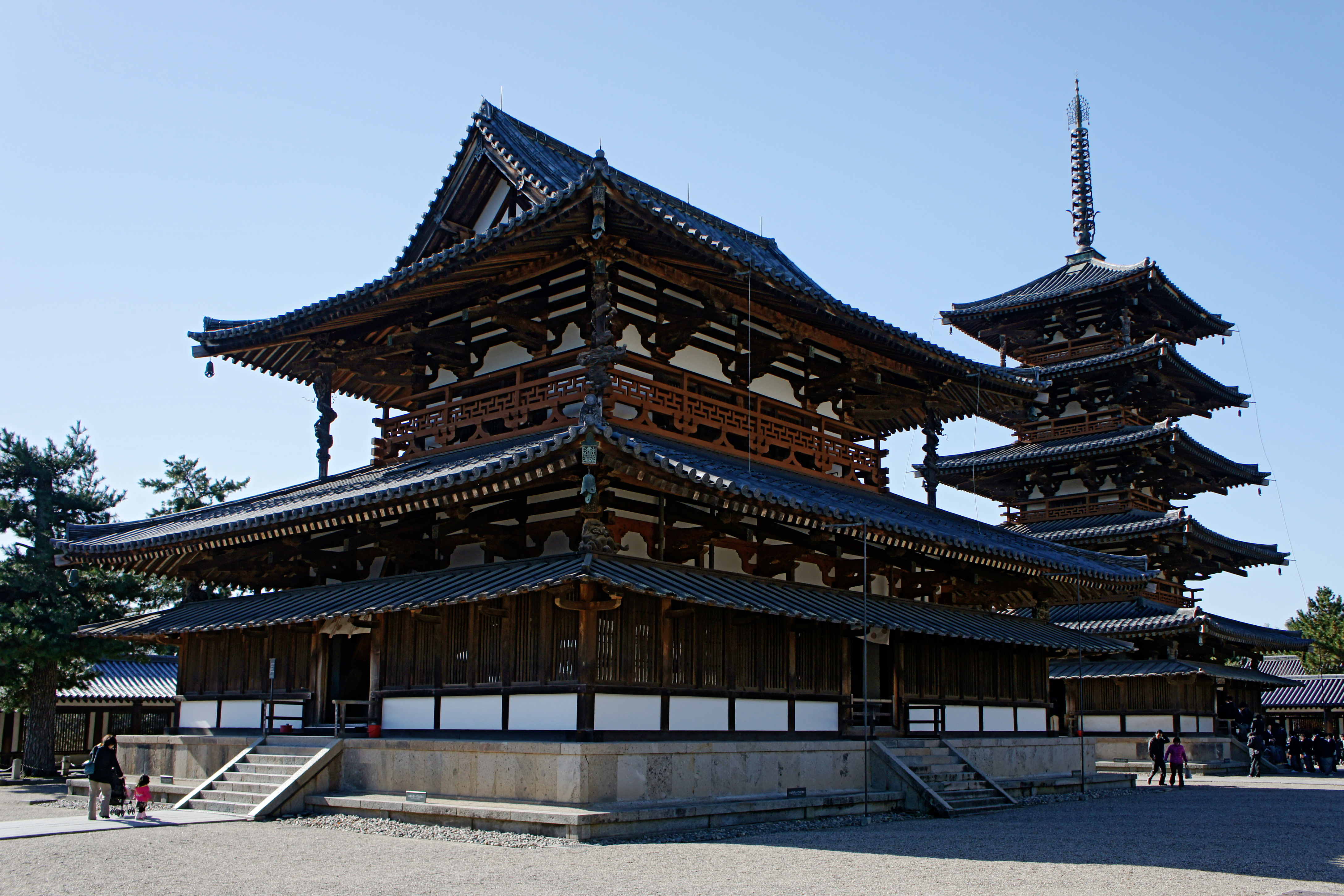
Pagode e Templo
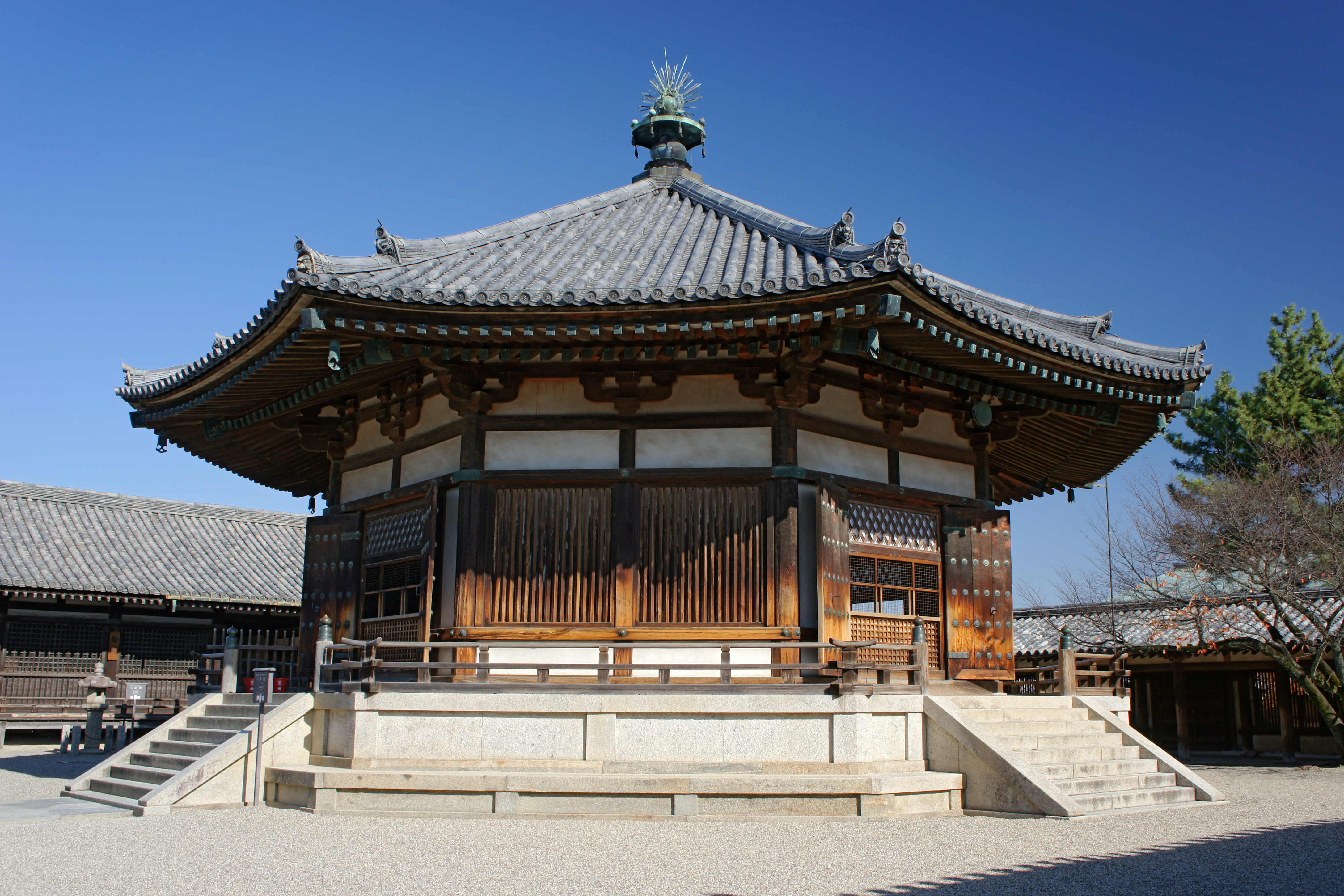
Outra vista do Yumedono